# 플로렌스 윅스
플로렌스 윅스(Florence Wix, 1883년 5월 16일 ~ 1956년 11월 23일)는 미국의 배우, 영화배우이다.
하트퍼드셔주에서 태어났으며 우들랜드힐스에서 사망하였다. 할리우드 포에버 공동묘지에 매장되었다.

## 영화
- 미트 미스 바비 삭스 (1944년)
- 자매와 수병 (1944년)
- 해피 고 럭키 (1943년)
- 써니 (1941년)
- 리듬 온 더 리버 (1940년)
- 스미스씨 워싱톤 가다 (1939년)
- 헐리우드 파티 (1934년)
- 러브 미 투나잇 (1932년)
- 브로드마인디드 (1931년)